# 무장투쟁연맹
무장투쟁연맹(폴란드어: Związek Walki Zbrojnej; ZWZ)은 1939년 나치 독일과 소련이 폴란드를 침공하여 폴란드 제2공화국이 멸망한 이후 구성, 활동한 지하 저항조직이다. 1939년 11월 13일 폴란드 승리복무대(SZP)로부터 설립되어 1942년 2월 14일 국내군으로 개명했다.